# 花と木
『花と木』（はなとき、原題: Flowers and Trees）は、1932年のシリー・シンフォニーの短編アニメ作品。ウォルト・ディズニーが製作し、バート・ジレットが監督を務めた。2色式テクニカラー映画が数年続いた後、フルカラーの3色式テクニカラーで製作された最初の商業公開作品である。本作は商業的にも批評的にも成功し、第5回アカデミー賞短編アニメ賞を受賞した。
2021年、「文化的、歴史的、美学的に重要」であるとして、アメリカ議会図書館によってアメリカ国立フィルム登録簿に保存されることが決まった。

## ストーリー
ある森ののどかな朝、小鳥のさえずりとともに森の木々そして花たちや生き物たちが次々と目を覚ます。そんな中で木の男女は互いに恋をして、音楽を森の生き物や花たちと美しい音楽を奏でる。
しかし、醜い枯れ木の男が現われ美しい木の女を木の男から奪う。だが彼女は醜い枯れ木の男を拒否したため腹を立てた醜い枯れ木の男は火を森に着け、森は大火事に。
火はだんだんと広がっていき森中の木々や生き物は大混乱。一生懸命水をかけても火が消える様子はない。火が燃え広がる中、醜い枯れ木の男に火が燃え移り始める。
そのうちに雨が降り火がだんだんと消えていった。気がつくと燃え尽きて黒こげになった醜い枯れ木の男が横たわって死んでいた。木の男女は結婚式をあげる。すべての木々、花、そして生き物は幸せな2人を祝福するのであった。

## 製作
1932年5月、初の3色式テクニカラーカメラが完成した。ハーバート・カルムスは、映画業界全体に提供できるだけのカメラを作る時間を与えるため、アニメーションの分野でこのカメラを試したかったが、興味を持つアニメーターが見つからなかった。最終的にウォルト・ディズニーは、すでにモノクロで製作されていた本作で実験的に試すことに同意し、カラーで作り直すよう命じた。カラーアニメーションのために予算オーバーとなり、ディズニーは財政的に破綻する可能性があったが、本作は非常に人気があったため、予算オーバー分を利益で補うことができた。

## 封切り

### ホームメディア
アメリカでは、2001年12月4日にリリースの『Walt Disney Treasures: Silly Symphonies – The Historic Musical Animated Classics』に収録された。
日本では、2012年9月5日にブエナ・ビスタ・ホーム・エンターテイメントよりリリースされた『シリー・シンフォニー 限定保存版』に収録された。

## 作品の評価
本作の成功の結果、以後の『シリー・シンフォニー』シリーズはすべて3色式テクニカラーで製作されることになった。カラーという目新しさが加わったことで、それまで期待外れだったシリーズの収益が向上した。ディズニーの他のアニメーションシリーズであるミッキーマウスの短編は、カラーによる特別な後押しを必要としないほど成功しているとみなされ、『ミッキーの大演奏会』（1935年）までモノクロのままだった。
ディズニーとテクニカラーとの独占契約は1935年末まで有効であったため、アブ・アイワークス（ディズニーの元ヘッド・アニメーターで親友）やマックス・フライシャーといった他のアニメーション製作者は、テクニカラーの劣った2色式か、シネカラーなどの競合する2色式を使わざるを得なかった。

### 受賞歴
本作は、1932年の第5回アカデミー賞で受賞した最初のアニメーション映画である。この年に初めて導入された「短編、カートゥーン」部門で最優秀賞を受賞した。

### 後の作品への出演
2023年に公開された、ウォルト・ディズニー・カンパニー創立100周年記念作品『ワンス・アポン・ア・スタジオ -100年の思い出-』で男の木と女の木が、最後の記念写真の場面に登場する。